# PMOS

інвертор на основі елементу PMOS

pMOS — технологія виробництва напівпровідникових елементів. На її основі будувалися елементи пам'яті, такі, як Intel 1702, К505РР1. Це серія МОН мікросхем з електричним записом і ультрафіолетовим стиранням. В основі — лавиноподібний пробій pn переходу зворотною напругою (до 50 В). Основний носій — електрони, оскільки за технологією того часу інжектувати електрони в ізольований шар було простіше. Одна комірка пам'яті будувалася на двох транзисторах. За теоретичними даними комірка могла зберігати інформацію до 10 років.